# Balduíno V de Hainaut
Balduíno V de Hainaut, "o Valente", também chamado de Balduino V de Henao (1150 - Mons, 17 de dezembro de 1195) foi conde de Hainaut de 1171 a 1195, conde da Flandres e com o nome de Balduino VIII de Flandres, desde 1191 a 1194 e Marquês de Namur com o nome de Balduíno I de 1187 a 1195

## Relações familiares
Foi filho de Balduíno IV de Hainaut (1109 - 8 de Novembro de 1171), conde de Hainaut e de Adelaide de Namur (1112 — 1168) filha de Godofredo I de Namur e de (1068 - 19 de Outubro de 1139) e de Ermesinda do Luxemburgo (ou Ermensor) (1075 - 1143).
Casou em 1169 com Margarida I da Flandres (1145 - 15 de Novembro de 1194) filha de do poderoso conde de Flandes Teodorico da Alsácia (1110 - 1168) e de Sibila de Anjou (1112 - 1165), de quem teve:
1. Isabel (Valenciennes, Abril de 1170-15 de Março de 1190, Paris), casou-se com o rei Filipe II de França
2. Balduíno (1171-1205), também conde da Flandres e Imperador Latino
3. Iolanda (1175-1219), casou-se com Pedro II de Courtenay, Imperador Latino.
4. Filipe (1175-1212)
5. Henrique (1176-1216), Imperador Latino.
6. Sibila (1179-9 de Janeiro de 1217), casou-se em 1197 com Guichardo IV, Senhor de Beaujeu (m. 1216). Eles tiveram uma filha, Inês de Beaujeu.
7. Eustácio de Hainaut (m. 1219), regente do Reino de Tessalónica
8. Godofredo de Hainaut